# أندي دين
أندي دين (بالإنجليزية: Andy Dean)‏ هو مقدم برامج إذاعية أمريكي، ولد في 11 يونيو 1981 في بوينتون في الولايات المتحدة.

## وصلات خارجية
- أندي دين على موقع IMDb (الإنجليزية)